# 飯田雅明
飯田 雅明（いいだ まさあき、1952年 - ）は、日本の実業家。三井製糖代表取締役社長や精糖工業会会長を務めた。

## 人物・経歴
神奈川県出身。1971年神奈川県立湘南高等学校卒業。1977年一橋大学商学部を卒業し、三井物産に入社。1992年マサチューセッツ工科大学スローン経営大学院修了、MBA(経営学修士)。東京ディズニーランド開園時のアトラクション輸入や横浜博覧会のイベント開催等を担当し、米国三井物産ゼネラルマネージャー等を経て、2002年三井物産ロジスティクス第3部長、2004年物流事業部長、2006年物流金融機能部長、2007年執行役員・物流本部長、2009年常務執行役員・物流本部長。この間三井物産ロジスティクス・パートナーズ取締役等を兼務。
相談役に退いた井原芳隆の後任として、2010年6月三井製糖代表取締役社長に就任。砂糖需要の減少を受け、バイオ技術等による食品素材事業の開発や、スローカロリープロジェクトを展開し、パラチノースの販売や産学共同研究などを進めた。2016年、精糖工業会会長に就任。農林水産省食料・農業・農村政策審議会専門委員、日本タイ協会理事等も務めた。